# Ясинский, Александер
Александер Флоренты Ясинский (23 февраля 1823, Вулька Грондзка, Австрийская империя — 21 февраля 1897, Лемберг, Австро-Венгрия) — польский общественный деятель, президент Львова (1873—1880), посол (депутат) Галицкого краевого Сейма (1872—1882).

## Биография
Представитель шляхетского рода герба Сас. В восьмилетнем возрасте остался круглым сиротой. Воспитывался у деда барона Яна Левартовского в его имении в с. Рай (ныне Тернопольская область, Украина).
С 1842 года изучал право во Львовском университете. Работал на органах государственной судебной системы и прокуратуры. В 1862 году открыл собственную нотариальную контору, которой руководил до конца жизни.
В 1868 году был избран в городской совет Львова, в 1871 стал вице-президентом города.
В октябре 1872 года стал послом (депутатом) Галицкого краевого Сейма.
С июня 1873 года — президента города Львов (потом вновь избирался в 1874 и 1877 годах). В феврале 1880 вышел в отставку.
Выполнял также функции президента Нотариальной палаты (1892), главного директора Галицкой сберегательной кассы (1893). Почётный член общества юристов.
Умер 21 февраля 1897 во Львове. Похоронен на Лычаковском кладбище.
29 января 1880 г. стал Почётным гражданином г. Львова.